# 中国石化“天价酒”事件
中国石化“天价酒”事件始于2011年4月11日，有人在天涯论坛发表了一篇指责中石化高层购买奢侈酒品。此事一出，引发了社会的讨论，各大媒体都对此事做了大篇幅报道。

## 背景
2011年4月7日，国家发改委再次上调油价，再次激起民众不满。而此前《第一财经日报》的报道称中国的油价已经高于美国，在这些问题下人们开始疑问为什么中国油价会如此之高。
2009年，中石化曾今爆出过“天价吊灯”事件，即有人称中石化大楼内的吊灯价值高达1200万元。当时中石化官方否认此事，该事件曾在网络上引起过一段风波。
2011年2月，有人在网上爆料中石化内部竟安排本公司员工在网络上撰文声称油价上涨的合理性，引起一片哗然。

## 事件过程

### 天涯发贴曝光
2011年4月11日19时40分，一名叫“爆料中石化”的天涯网友在天涯论坛上发布了一条名为《惊爆内幕：油价上涨竟是为中石化内部腐败买单 ！！！ 》的帖子（原帖链接已失效）。帖中的照片显示了中石化广东分公司中秋购置的酒单发票，50年茅台，拉菲等名酒皆在其列，并称买酒共花费了300多万元。
而在另一片发表在天涯的帖子《中石化广东石油总经理鲁广余挥霍巨额公款触目惊心》中，作者“仗三尺长剑”贴出的资料表示这些酒品都是在2010年9月3日到10日左右的中秋期间购买的，而其中一篇文字资料将所以矛头直至中石化广东分公司总经理鲁广余，称这一切高档酒类都由他个人支配。

### 中石化的回应
4月12日，有记者采访到中石化广东分公司公司新闻发言人，其称此事同中石化广东石油总经理鲁广余无关，怀疑是“非油品”经营，即是供中石化加油站的各下属便利店销售的。4月12日晚，中石化广东分公司在给新华社的书面回复中称“如果存在违纪行为将依法严惩”。而后，有人声称这些进货单是易捷便利店的进货单，此话表示这些价值上万元的高档酒品是放在便利店超市中销售的。但是此言一出民众纷纷表示不相信有便利店或小超市里会销售价值上万的酒品。
4月14日，中石化总部称将派出联合调查组赴广东调查此事。同日，一些记者在广东易捷便利中并未发现这些高档酒的身影，但是有员工称其中一些酒被发现藏在中石化深圳公司的VIP贵宾厅中。
4月15日，中石化广东分公司总经理鲁广余被撤职。也在同日，一篇名为《中石化“天价酒”最新内幕！内部深喉冒死继续报料》的帖子称，此次天价酒事件曝光，源于中石化内部的政治斗争，而爆料者，就是中石化广东分公司的高层人士。
事情曝光后，中石化内部一直在开会探讨谁是这次事件的泄密者，并表示发现后要将其严惩。

### 和园景逸大酒店曝光
4月17日，《新民晚报》报道了中石化花8亿资金修建的和园景逸大酒店。报道称该酒店只满足于内部经营，主要是为中国石化集团公司总部机关提供后勤保障等服务，且拿地价格仅为5000万，这表示该地块的楼面地价仅为1050元。

### 结果
4月25日，中石化公布了调查结果，称“鲁广余违规购买高档酒涉及金额为159万元”，而购酒目的属于自用。并且有十五瓶高档酒（高档酒15瓶分别为2002年玛歌10瓶、2003年拉菲2瓶、2000年拉菲副牌3瓶）不知去向。

### 后续进展
4月27日，网友发掘出中石化于4月21日在其网站上发布的文章《弘扬优良传统，维护国企形象》。文中自称中石化随处可见节约的理念，更有“葱白和葱叶分开使用”、“萝卜分部位红烧或凉拌”的内容，由是引發网友热议。网友指中石化早有“天价吊灯”等不良记录，而萝卜的复杂做法更是凸显其奢靡。

## 网络恶搞
在事件发生后，有网友在将《我为祖国献石油》改编成《我为祖国喝茅台》以调侃此事，歌曲在網路红极一时。